# Jessica Steffens

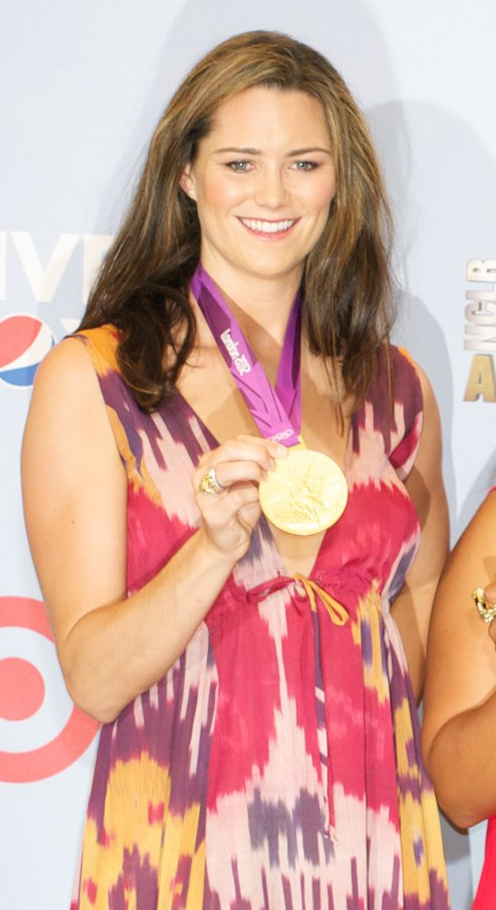
Jessica Steffens 2012 mit der olympischen Goldmedaille

Jessica Marie Steffens (* 7. April 1987 in San Francisco, Kalifornien) ist eine ehemalige Wasserballspielerin aus den Vereinigten Staaten. Sie gewann je einen Titel bei Olympischen Spielen und Weltmeisterschaften sowie zwei Titel bei Panamerikanischen Spielen.

## Sportliche Karriere
Die 1,83 m große Centerverteidigerin Jessica Steffens gewann 2007 den Titel bei den Panamerikanischen Spielen in Rio de Janeiro. Im Jahr darauf gewann das US-Team bei den Olympischen Spielen 2008 in Peking im Halbfinale mit 9:8 gegen die Australierinnen. Im Finale siegten die Niederländerinnen mit 9:8 gegen die Amerikanerinnen.
Bei den Weltmeisterschaften 2009 in Rom bezwangen das US-Team im Halbfinale die griechische Mannschaft mit 8:7 und im Finale die Kanadierinnen mit 7:6. Zwei Jahre später belegte das US-Team den sechsten Platz bei den Weltmeisterschaften 2011 in Schanghai. Im gleichen Jahr siegte das US-Team bei den Panamerikanischen Spielen in Guadalajara. Bei den Olympischen Spielen 2012 in London belegte das US-Team in der Vorrunde den zweiten Platz hinter den Spanierinnen, wobei das direkte Duell mit 9:9 endete. Im Finale trafen die beiden Mannschaften wieder aufeinander und das US-Team siegte mit 8:5. Erfolgreichste Torschützin im Finale war Jessicas Schwester Maggie Steffens mit fünf Toren.